# کارولین سیمور
کارولین سیمور (به انگلیسی: Carolyn Seymour) (زاده ۶ نوامبر ۱۹۴۷) بازیگر انگلیسی است.
از فیلم‌های معروف او می‌توان به بازی در فیلم آقای مادر اشاره کرد.